# Tratenbach (Isar)
Der Tratenbach, oder Trattenbach, ist ein rechter Zufluss der Isar in Lenggries im oberbayerischen Landkreis Bad Tölz-Wolfratshausen.

## Geographie
Der Tratenbach ist ein Bach im westlichen Mangfallgebirge auf den Gemarkungen der Gemeinde Lenggries (Landkreis Bad Tölz-Wolfratshausen).
Er fließt in westwärtigem Lauf durch das Tal zwischen dem Keilkopf und dem Bergrücken des Geiersteins und speist sich aus zahlreichen namenlosen Hanggräben, insbesondere an den Hängen des Schweinberg und Geierstein. Der höchste dieser Gräben liegt auf der östlichen Seite des Sattels zwischen Geierstein und Schwarzwand. Der Tratenbach fließt aus dem benannten Tal am Lenggrieser Ortsteil Tratenbach und der Pfundalm vorbei, anschließend durch die nördlichen Ortsteile von Lenggries durch den Lenggrieser Baggerweiher 2 (Badeverbot), unterquert die Bundesstraße 13 und mündet schließlich am Nordrand von Lenggries, nur ca. 200 m oberhalb der Mündung des Steinbachs, von rechts in die Isar.